# Vernon Barger
Vernon Duane Barger (* 5. Juni 1938 in Curllsville, Pennsylvania) ist ein US-amerikanischer theoretischer Teilchenphysiker.
Barger erhielt 1960 seinen Bachelor-Abschluss als Ingenieur an der Penn State University und wurde dort 1963 in Physik bei Emil Kazes promoviert. Als Post-Doktorand war er an der University of Wisconsin-Madison, wo er 1965 Assistant Professor und später Professor wurde. 1983 wurde er dort J. H. van Vleck Professor, 1987 Hilldale Professor und 1991 Vilas Professor.
Barger entwickelte Strategien für die Entdeckung von Teilchen des Standardmodells der Elementarteilchen und Tests ihrer Wechselwirkungen, zum Beispiel zum Regge-Pol-Modell von Hadronen, schweren Quarks, Higgs-Bosonen, Neutrinooszillationen, Kosmologie im frühen Universum und Physik jenseits des Standardmodells, wie Teilchen der dunklen Materie, Supersymmetrie und Stringtheorie-Phänomenologie am Large Hadron Collider.
Er war Gastwissenschafter am CERN (1972), der University of Durham (Gastprofessor 1983), der Universität Hawaii (Gastprofessor 1970, 1979, 1982), am Kavli-Institut für Theoretische Physik in Santa Barbara, am Rutherford Appleton Laboratory (1972), am SLAC (1975), der Universität Tokio und der Universität Washington.
Er ist Fellow der American Physical Society. 1972 war er Guggenheim Fellow. 1998 war er Frontier Fellow am Fermilab. 2021 erhielt er den Sakurai-Preis für Pionierarbeit in Teilchenbeschleunigerphysik die zur Entdeckung und Charakterisierung von W-Boson, Top-Quark und Higgs-Boson beitrug, und für die Entwicklung scharfsinniger Strategien und theoretische Ideen experimentell zu testen.

## Schriften
Bücher:
- mit Martin G. Olsson: Classical Mechanics. A modern perspective, McGraw Hill 1995
- mit Roger Phillips: Collider Physics, Addison-Wesley/Westview Press 1996
- mit Danny Marfatia, Kerry Whisnant: The Physics of Neutrinos, Princeton UP 2012

Aufsätze (Auswahl):
- mit K. Whisnant, S. Pakvasa, R. J. N. Phillips: Matter effects on three-neutrino oscillations, Phys. Rev. D, Band 22, 1980, S. 2718
- mit G. F. Giudice, T. Han: Some new aspects of supersymmetry-parity violating interactions, Phys. Rev. D, Band 40, 1989, S. 2987
- mit J. L. Hewett, R. J. N. Phillips: New constraints on the charged Higgs sector in two-Higgs-doublet models, Phys. Rev. D, Band 41, 1990, S. 3421
- mit M. S. Berger, P. Ohrmann: Supersymmetric grand unified theories: Two-loop evolution of gauge and Yukawa couplings, Phys. Rev. D, Band 47, 1993, S. 1093
- mit M. S. Berger, P. Ohmann: Supersymmetric particle spectrum, Phys. Rev. D, Band 49, 1994, S. 4908
- mit S. Pakvasa, T. J. Weiler, K. Whisnant: Bi-maximal mixing of three neutrinos, Phys. Lett. B, Band 437, 1998, S. 107–116
- mit Paul Langacker, Mathew McCaskey, Michael J. Ramsey-Musolf, Gabe Shaughnessy: CERN LHC phenomenology of an extended standard model with a real scalar singlet, Phys. Rev. D, Band 77, 2008, S. 035005